# Територијална организација Републике Српске
Република Српска територијално је организована у 12. градова и 52. општина.

## Историја
Према Закону о територијалној организацији и локалној самоуправи (1994), Република Српска је била подељена на 80 општина. Ово је обухватало и општине које су делимично или у потпуности после Дејтонског споразума припале Федерацији или Дистрикту Брчко. Године 1996. подела је ревидирана и од тада до 2012. Република Српска је имала 2 града и 61 општину. Од средине 2012, Српска има 6 градова и 57 општина. Од 2019, Српска има 8 градова и 56 општина.
Према Закону о територијалној организацији Републике Српске (2009), Република Српска је и даље остала подељена на 2 града и 61 општину. Док град Бања Лука нема у свом саставу општине, град Источно Сарајево их има шест.
Влада Републике Српске је 14. јуна 2012. на 70. сједници одржаној у Бањој Луци утврдила „Приједлог закона о измјенама и допуни Закона о територијалној организацији Републике Српске“ који се односи на четири општине (Бијељина, Добој, Приједор и Требиње). Законом је предвиђено да ове четири општине постану градови, односно добију статус града и буду правни насљедници општина.
Бивше општине Бијељина, Добој, Приједор и Требиње добиле су статус Града 18. 7. 2012. одлуком Народне скупштине Републике Српске када је усвојен „Закон о Граду Бијељина“, „Закон о Граду Добој“, „Закон о Граду Приједор“ и „Закон о Граду Требиње“, односно „Закон о локалној самоуправи Републике Српске“. Закон о Граду Бијељина, Добој, Приједор и Требиње званично је ступио на снагу 26. 7. 2012. године када је објављен у Службеном гласнику Републике Српске (Службени гласник Републике Српске 70/2012).
Посланици Народне скупштине Републике Српске су 9. 9. 2014. једногласно усвојили закон о оснивању општине Станари. 10. децембра 2015. посланици Народне скупштине Републике Српске су усвојили закон о граду Зворнику.
Бивша општина Градишка добила је статус града 6. априла 2019. године, бивша општина Лакташи 14. априла 2022, а општина Прњавор постала је град 14. априла 2023. године.

## Градови и општине Републике Српске
| Основни подаци о општинама Српске        |                 |             |                |                 |                 |                |
| Име општине                              | Седиште општине | број насеља | Површина (km2) | број стан.1996. | број стан.2004. | Број стан.2013 |
| Град Бања Лука                           | Бања Лука       | 54          | 1.225,05       | 217.968         | 224.647         | 180.053        |
| Општина Берковићи                        | Берковићи       | 21          | 241,27         | 2.660           | 2.799           | 2.041          |
| Град Бијељина                            | Бијељина        | 61          | 724,69         | 104.831         | 109.211         | 103.874        |
| Општина Билећа                           | Билећа          | 61          | 632,35         | 11.864          | 12.282          | 10.607         |
| Општина Братунац                         | Братунац        | 50          | 291,71         | 18.762          | 23.006          | 18.651         |
| Општина Брод                             | Брод            | 23          | 228,46         | 13.035          | 20.424          | 15.720         |
| Општина Вишеград                         | Вишеград        | 163         | 448,93         | 17.822          | 19.419          | 10.118         |
| Општина Власеница                        | Власеница       | 37          | 225,20         | 19.328          | 20.437          | 10.657         |
| Општина Вукосавље                        | Вукосавље       | 13          | 86,83          | 1.761           | 5.454           | 4.363          |
| Општина Гацко                            | Гацко           | 71          | 735,89         | 9.951           | 10.300          | 8.710          |
| Град Градишка                            | Градишка        | 68          | 762,06         | 59.494          | 61.440          | 49.196         |
| Град Дервента                            | Дервента        | 57          | 516,41         | 37.140          | 42.747          | 25.922         |
| Град Добој                               | Добој           | 69          |                | 76.550          | 80.464          | 68.514         |
| Општина Доњи Жабар                       | Доњи Жабар      | 5           | 49,80          | 8,654           | 10,834          | 3.669          |
| Град Зворник                             | Зворник         | 61          | 371,96         | 43.718          | 51.688          | 54.407         |
| Општина Источна Илиџа*                   | Кула            | 5           | 27,50          | 16.190          | 16.754          | 14.437         |
| Општина Источни Дрвар                    | Потоци          | 3           | 66,17          | 3               | 62              | 66             |
| Општина Источни Мостар                   | Зијемље         | 3           | 85,72          | 326             | 794             | 244            |
| Општина Источни Стари Град*              | Хреша           | 19          | 83,39          | 3.050           | 3.185           | 1.116          |
| Општина Источно Ново Сарајево*           | Лукавица        | 8           | 38,13          | 8.807           | 9.129           | 10.401         |
| Општина Језеро                           | Језеро          | 12          | 29,21          | 533             | 1.316           | 1.039          |
| Општина Калиновик                        | Калиновик       | 68          | 678,93         | 4.614           | 4.871           | 1.962          |
| Општина Кнежево                          | Кнежево         | 20          | 318,93         | 11.793          | 12.278          | 9.368          |
| Општина Козарска Дубица                  | Козарска Дубица | 61          | 497,92         | 33.289          | 34.916          | 20.681         |
| Општина Костајница                       | Костајница      | 12          | 85,11          | 7.467           | 7.874           | 5.645          |
| Општина Котор Варош                      | Котор Варош     | 43          | 545,49         | 16.129          | 20.025          | 18.361         |
| Општина Крупа на Уни                     | Доњи Дубовик    | 9           | 104,43         | 1.615           | 1.949           | 1.560          |
| Општина Купрес                           | Ново Село       | 5           | 35,04          | 5               | 483             | 293            |
| Град Лакташи                             | Лакташи         | 37          | 388,17         | 39.196          | 40.311          | 34.210         |
| Општина Лопаре                           | Лопаре          | 35          | 283,87         | 16.047          | 16.983          | 14.689         |
| Општина Љубиње                           | Љубиње          | 21          | 321,97         | 4.085           | 4.258           | 3.319          |
| Општина Милићи                           | Милићи          | 55          | 266,99         | 9.659           | 10.214          | 10.445         |
| Општина Модрича                          | Модрича         | 23          | 314,22         | 27.111          | 28.581          | 24.480         |
| Општина Мркоњић Град                     | Мркоњић Град    | 38          | 638.19         | 16.088          | 20.004          | 15.926         |
| Општина Невесиње                         | Невесиње        | 57          | 873,97         | 18.260          | 18.955          | 12.542         |
| Општина Нови Град                        | Нови Град       | 48          | 483,22         | 28.502          | 31.144          | 25.240         |
| Општина Ново Горажде                     | Копачи          | 70          | 118,66         | 2.453           | 3.095           | 2.915          |
| Општина Осмаци                           | Осмаци          | 16          | 71,35          | 4.529           | 4.807           | 5.546          |
| Општина Оштра Лука                       | Оштра Лука      | 24          | 204,65         | 2.463           | 3.319           | 2.705          |
| Општина Пале*                            | Пале            | 63          | 491,93         | 26.046          | 26.959          | 20.359         |
| Општина Пелагићево                       | Пелагићево      | 11          | 124,47         | 4.824           | 6.435           | 4.358          |
| Општина Петровац                         | Дринић          | 6           | 146,20         | 0               | 189             | 354            |
| Општина Петрово                          | Петрово         | 8           | 106,31         | 11.478          | 12.044          | 6.317          |
| Град Приједор                            | Приједор        | 71          | 842,75         | 90.002          | 112.570         | 80.916         |
| Град Прњавор                             | Прњавор         | 63          | 629,96         | 48.292          | 49.821          | 34.357         |
| Општина Рибник                           | Горњи Рибник    | 28          | 501,96         | 7.881           | 9.008           | 5.851          |
| Општина Рогатица                         | Рогатица        | 118         | 636,42         | 12.383          | 14.850          | 10.302         |
| Општина Рудо                             | Рудо            | 89          | 343,53         | 8.807           | 9.801           | 7.578          |
| Општина Соколац*                         | Соколац         | 94          | 722,53         | 16.858          | 17.449          | 11.620         |
| Општина Србац                            | Србац           | 39          | 452,73         | 24.044          | 24.739          | 16.993         |
| Општина Сребреница                       | Сребреница      | 81          | 533,32         | 16.305          | 21.879          | 11.698         |
| Општина Станари                          | Станари         | 13          |                |                 |                 |                |
| Општина Теслић                           | Теслић          | 57          | 819,49         | 43.345          | 49.021          | 37.236         |
| Град Требиње                             | Требиње         | 141         | 889,60         | 30.086          | 31.299          | 28.239         |
| Општина Трново*                          | Трново          | 24          | 113,56         | 1.645           | 2.594           | 1.983          |
| Општина Угљевик                          | Угљевик         | 24          | 173,37         | 16.142          | 17.005          | 15.118         |
| Општина Фоча                             | Фоча            | 101         | 1.114,06       | 22.229          | 25.489          | 17.580         |
| Општина Хан Пијесак                      | Хан Пијесак     | 26          | 326,75         | 4.740           | 4.902           | 3.445          |
| Општина Чајниче                          | Чајниче         | 36          | 274,60         | 4.237           | 5.311           | 4.697          |
| Општина Челинац                          | Челинац         | 30          | 362,09         | 16.980          | 17.536          | 15.117         |
| Општина Шамац                            | Шамац           | 20          | 185,15         | 22.110          | 23.339          | 16.308         |
| Општина Шековићи                         | Шековићи        | 38          | 218,79         | 9.612           | 10.167          | 6.326          |
| Општина Шипово                           | Шипово          | 43          | 550,52         | 7.973           | 10.585          | 9.969          |
| Република Српска                         | Бања Лука       | 2.731       | 24.467,79      | 1.355.885       | 1.471.529       | 1.170.342      |
| *Општине које чине Град Источно Сарајево |                 |             |                |                 |                 |                |

## Мезорегије Републике Српске према Просторном плану 2015. године
1. Мезорегија Приједор
2. Мезорегија Бањалука
3. Мезорегија Добој
4. Мезорегија Бијељина
5. Мезорегија Источно Сарајево
6. Мезорегија Требиње

## Поштанске области
- Радна јединица Бањалука
- Радна јединица Бијељина
- Радна јединица Брчко
- Радна јединица Добој
- Радна јединица Зворник
- Радна јединица Приједор
- Радна јединица Соколац
- Радна јединица Требиње
- Радна јединица Фоча